# ريل غيرل
ريل غيرل (باليابانية: 3D彼女، بالروماجي: Riaru Gāru) هي سلسلة مانغا يابانية من تأليف ورسم ماو نانامي. نشرت من قبل كودانشا في مجلة ديسرت، منذ 23 يوليو عام 2011 حتى 24 مايو عام 2016. تم تجميع فصول المانغا في 12 مجلد تانكوبون، نشرت في ديسمبر عام 2011 حتى أغسطس عام 2016. أنتجت المانغا إلى مسلسل أنمي تلفزيوني من قبل استوديو هودز إنترتينمنت، عرض في 4 أبريل عام 2018 واستمر عرضه حتى 20 يونيو 2018، وتكون من 12. عرض الجزء الثاني في 8 يناير 2019 واستمر عرضه حتى 26 مارس عام 2019، وتكون من 12 حلقة.

## القصة
تدور أحداث القصة عن هيكاري تسوسوي هو
طالب في المدرسة الثانوية لا يحظى
بشعبية لدى زملائه لأنه أوتاكو.

## الشخصيات
إيروها إيغاراشي (باليابانية: 五十嵐 色葉، بالروماجي: Igarashi Iroha)
أداء صوتي: يو سيريزاوا
هيكاري تسوسوي (باليابانية: 筒井 光، بالروماجي: Tsutsui Hikari)
أداء صوتي: تيبي أوينيشي
يونو إيتو (باليابانية: 伊東 悠人، بالروماجي: Yūto Itō)
أداء صوتي: شوتا آوي
أريسا إيشينو (باليابانية: 石野 ありさ، بالروماجي: Ishino Arisa)
أداء صوتي: مينامي تسودا
ميتسويا تاكاناشي (باليابانية: 高梨 ミツヤ، بالروماجي: Takanashi Mitsuya)
أداء صوتي: تاكوما تيراشيما
سومي أيادو (باليابانية: 綾戸 純恵، بالروماجي: Ayado Sumie)
أداء صوتي: رينا أويدا
إيزوميتشي (باليابانية: えぞみち، بالروماجي: Ezomichi)
أداء صوتي: ساياكا كاندا

## وصلات خارجية
- موقع المانغا الرسمي نسخة محفوظة 13 نوفمبر 2017 على موقع واي باك مشين. (باليابانية)
- موقع الأنمي الرسمي (باليابانية)
- ريل غيرل على موقع ANN manga (الإنجليزية)